# Três Joias
As Três Joias, também conhecida por Três Tesouros, Três Refúgios, ou Tríplice Joia, são as três coisas nas quais os budistas procuram a salvação e orientação, num processo conhecido como tomar refúgio.
As três joias são:
- Buda (O Iluminado ou O que acordou; Chinês: 佛陀, Fótuó, Japonês: Butsu, Tibetano: sangs-rgyas, Mongol: burqan), que, dependendo da interpretação, pode significar o Buda Histórico, Shakyamuni, ou a Natureza Búdica dentro de todos os seres;
- Dharma (O Ensinamento; Chinês: 法, Fǎ, Japonês: Hō, Tibetano: chos, Mongol: nom), que são os ensinamentos do Buda.
- Sangha (A comunidade; Chinês: 僧, Sēng, Japonês: Sō, Tibetano: dge-'dun, Mongol: quvaraɣ) as pessoas que praticam o Dharma e, num sentido mais amplo, a comunidade budista como um todo.